# موسم التناسل

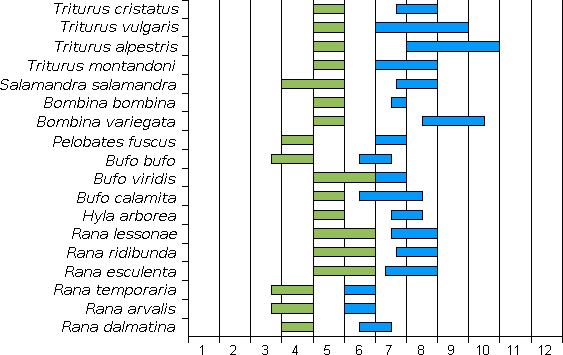

موسم التناسل أو موسم التكاثر أو موسم التفريخ، هو تلك الفترة المُفضَّلة من السنة عند الكثير من الحيوانات من ثدييات وطيور وغيرها لتتكاثر وتُنجب صغارها، وهي في العادة الفترة التي يَكثرُ فيها الطعام والماء، وتكون الظروف المناخيَّة مؤاتية. تكيَّفت الحيوانات التي تُنجب خلال موسمٍ مُعيَّن حتى تتزاوج خلال وقتٍ محدد من السنة حتى تُنجب خلال الفترة الأكثر ملائمةً لبقاء صغارها. تمتلك أنواع الحيوانات المُختلفة مواسم تكاثر تختلف باختلاف الموئل الطبيعي الذي تقطنه، وما تتطلبه من غذاءٍ متوافر فيه يتأثّرُ بالمواسم المتعاقبة. تلعب العوامل غير الأحيائية مثل الأمطار الموسميَّة والرياح دورًا رئيسيًا في تحديد بداية ومدى نجاح موسم التكاثر أو فشله.

## التكاثر الشيوعي
كثيرٌ من الأنواع تتكاثر وتُنجب صغارها في مُستعمرات أو مجموعاتٍ ضخمة من بني جنسها، ويُعرف هذا السلوك باسم «التكاثر الشيوعي». ومن الشائع رؤية العديد من الأفراد مجتمعةً مع بعضها في المواقع المُفضلة عندها خلال موسم التكاثر، وغالبًا ما تقوم جمعيَّات الحفاظ على الحياة البريَّة بحماية هكذا مواقع، وتقوم الحكومات بسنّ القوانين المُناسبة لحمايتها دفعًا لخطر الانقراض عن الأنواع المُتكاثرة. تكيَّفت بعض الحيوانات مع التكاثر في مستعمراتٍ ضخمة لدرجة أنها لم تعد قادرة على التفريخ أو الإنجاب منفردةً، ويُمكن لهكذا أنواع أن يُهددها الانقراض الوشيك بحال تعرَّضت للصيد والقتل على أراضي تكاثرها، أو بحال تعرّضت تلك الأراضي للتدمير. من أبرز الأمثلة على الحيوانات المُتأقلمة على التكاثر في مُستعمرات: الحمامة العابرة، وهي نوعٌ من الطيور يُعتقد أنها كانت أغزر طيور الأمريكيتين عددًا، وقد تكيَّفت حتى تتكاثر في مُستعمرات، ثمَّ اندثرت بفعل الصيد المُكثَّف الذي لم يكن فيه من هوادة، على أراضي تفريخها خلال موسم تكاثرها، ولعدم مقدرتها على التناسل في مجاميع صغيرة أو بشكلٍ زوجيّ.